# Grumento Nova
Grumento Nova es un municipio situado en el territorio de la provincia de Potenza, en Basilicata (Italia).  El nombre antiguo de la ciudad era Saponara fundada en el 954. En la localidad de Spineta se encuentran los restos de la ciudad romana de Grumentum.

## Demografía
| Gráfica de evolución demográfica de Grumento Nova entre 1861 y 2001 |
|                                                                     |
| fuente ISTAT - elaboración gráfica a cargo de Wikipedia             |